# Hermandad de la Soledad y Santo Entierro (Ocaña)
La Hermandad de Nuestra Señora de la Soledad y Santo Entierro es una cofradía de culto católico radicada en el municipio de Ocaña (Toledo). 

## Historia
La primera hermandad bajo esta advocación en Ocaña fue la Hermandad de Pajes de Nuestra Señora de la Soledad, dependiente del tronco de la Archicofradía de Jesús Nazareno, que fue establecida en la iglesia de Santa María de la Asunción en 1684, siendo confirmada su constitución por Luis Fernández Portocarrero, cardenal-arzobispo de Toledo el 26 de marzo de 1686.
Tras la guerra de la Independencia española es legalizada nuevamente por el rey regente y aprobada su nueva constitución por el gobernador eclesiástico de Toledo en 1842, alcanzando los cuarenta y siete hermanos en 1855. A principios del siglo XX la hermandad vería fortalecidas sus filas por la fundación, en 1910, de una hermandad con advocación a la Asunción, que dependía del mismo tronco y que acompañaba a Nuestra Señora de la Soledad en su salida de la mañana del Viernes Santo, alumbrando con velas y llevando vestido con túnica negra, capa, rosario, cordón y bota negra.
Una vez finalizada la guerra civil española se produce la definitiva refundación de la hermandad, el 11 de abril de 1943. Con esta reorganización la hermandad pierde la denominación de pajes al modificar el color de sus túnicas, hasta entonces moradas, que pasaron a ser negras con capuz blanco, y sus ordenanzas fueron aceptadas un año después por la Archicofradía de Jesús Nazareno.

## Estación de penitencia
Una peculiaridad que caracteriza a la hermandad es la de realizar dos estaciones de penitencia el mismo día, el Viernes Santo. Su primera salida se lleva a cabo por la mañana, detrás de la imagen de Nuestro Padre Jesús Nazareno, y la segunda por la noche, acompañando al Santo Entierro en la procesión de Nuestra Señora de los Dolores. Para esta última salida, la misma tarde la hermandad espera en la casa del hermano mayor a ser recogida por la Hermandad de Nuestra Señora de los Dolores para acudir a la procesión, en la que participa gracias al consentimiento que Los Dolores concedió en los años 1940.
Hasta hace unos años la imagen de Nuestra Señora de la Soledad entrada en la plaza Mayor por el arco de la calle del Mercado, pero debido a la ampliación de su trono en la actualidad lo hace imposible, por lo que realiza su entrada por el de la plaza del doctor Espina y Capó. Uno de los lugares más significativos de su estación de penitencia es el momento en que La Verónica, imagen articulada, hace una reverencia a Nuestra Señora de la Soledad y enjuga sus lágrimas con el pañuelo que porta llevándose las manos a la cara, escena que tiene lugar en la plaza de Gutierre de Cárdenas.
Los nazarenos de la Soledad visten túnica de terciopelo negro y capuz blanco con el anagrama de María, capa blanca con cíngulo del mismo color a la izquierda y rosario en la derecha; guantes y medias blancas con sandalias negras. En el paso del Santo Entierro se repite la misma vestimenta, siendo el anagrama el de JHS.
Además de la estación de penitencia, celebra en el mes de febrero un funeral por los hermanos difuntos el año anterior, así como su fiesta mayor el 25 de marzo o el domingo más próximo a esta fecha, conservando el día de celebración desde su primera fundación.

## Galería de imágenes

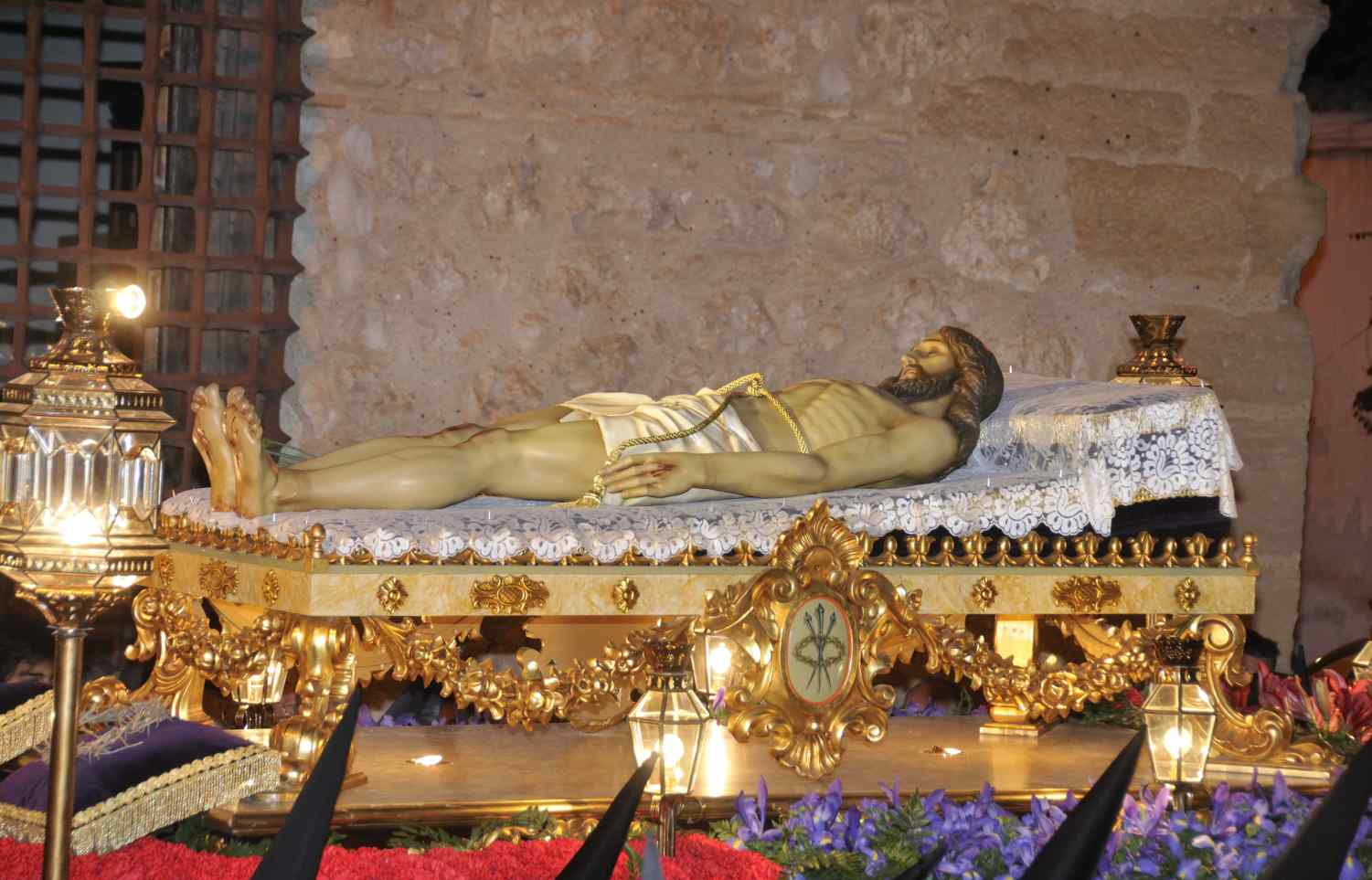
Paso del Santo Entierro de Cristo.
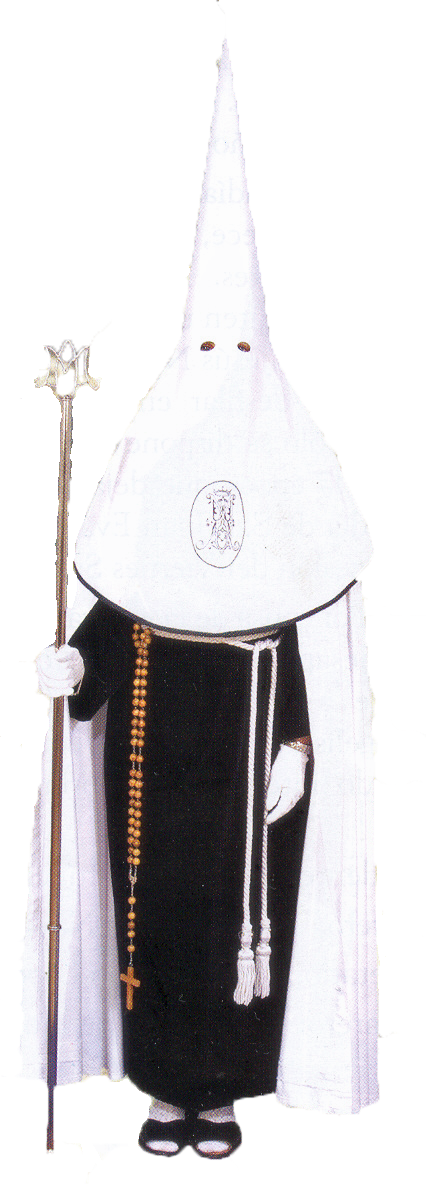
Hábito de los nazarenos de la Soledad.
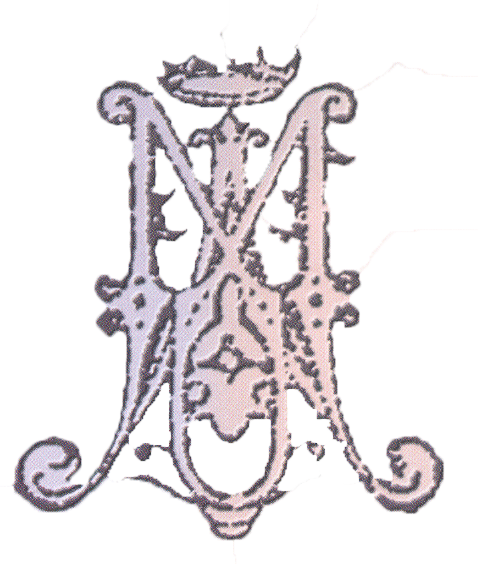
Escudo de la hermandad, compuesto por el anagrama de María.